# 璦琿條約
《璦琿條約》是1858年5月28日大清黑龍江將軍奕山和沙俄東西伯利亞總督尼古拉·穆拉维约夫在璦琿（今黑龙江省黑河）簽定的不平等條約，该条约令中國完全失去了對黑龙江以北約60萬平方公里的領土，乌苏里江以東（黑龙江下游段）的40萬平方公里土地中俄共管，俄方暫時取得關鍵的出海口，并只准中俄两国船只通行。
此条约当时未经清政府批准，但後来在《中俄北京条约》确認。前者與後者加在一起是中國近代史上一次放棄领土所有權最多的條约。條约原存於中華民國外交部，現典藏於台灣臺北外雙溪國立故宮博物院。但由於是不平等條約，因此近代以來爭議不斷，甚至造成武裝衝突，最終在中俄邊界談判中，俄羅斯獲得此地的主權。

## 背景

### 清朝對於東北的禁令
康熙七年（1668年）以後清廷對東北實行長期封禁政策，以至於遼河平原以北以東地區人煙寥落。反觀俄國自從十八世紀以來，就一直利用清廷對黑龍江以北地區的漠視，加速對東西伯利亞的侵佔。第一次鴉片戰爭以後，俄未享有五口通商之利，心有不甘，俄罗斯皇帝尼古拉一世（1796-1855）於道光二十六年（1846年），任命穆拉維約夫在黑龍江區域進行大規模移民。道光末年（1850年），黑龍江流域北部和濱海地區已是俄人天下。從咸豐三年（1853年），穆拉維約夫繼續在黑龍江北岸進行殖民。當時太平天国席卷中国南方，严重威胁清朝政府统治之时，英法联军发动第二次鸦片战争，直接威脅北京，而俄国则虎視眈眈，坐收渔利，出兵“调停”声称要「助華防英」，以此威胁中国放棄大片领土，从而成为最大赢家。

### 帝俄趁虛而入
清俄兩國自尼布楚條約簽訂以來，中國與俄國長期以格爾畢齊河、外興安嶺為限，此份協議簽署後中國人對約好的邊境線便不疑有他。但自道光以來，俄国開始越界对黑龙江中下游地区展開扩张，在庙街等地建立多处军事据点并非法移民，而清朝方面则因为边防僵化，与旷日持久的封禁政策令东北地区人口空虚，地处更加苦寒的外东北地区更甚，这也给了俄罗斯人可乘之机。鸦片战争之后，俄国成立“黑龙江问题特别委员会”，一改尼布楚條約的態度，加快侵略黑龙江的腳步。事實上在《瑷珲条约》签订之前，清廷已经对黑龙江中下游，特别是黑龙江以北的广大地区丧失了完全控制权。

## 条约内容
《璦琿條約》主要內容為：黑龍江以北、外興安嶺以南即外東北60多萬平方公里領土划归俄國，璦琿對岸精奇里江（今俄國結雅河）上游東南一小塊地區（後稱江東六十四屯）保留中國方面的永久居住權和管轄權；烏蘇里江以東領土劃為中俄共管；黑龍江和烏蘇里江只允许中、俄兩國船隻航行。条约生效之日，於1689年（康熙二十八年）签订的《尼布楚條約》確定的國界大幅更改。這個條約和1860年（咸丰十年）签订的《中俄北京條約》确定了俄國遠東現代疆界。

## 过程
咸豐六年（1856年），第二次鴉片戰爭爆發。咸豐八年（1858年），英法两国舰队攻佔了渤海岸边的大沽，逼近京津。俄国東西伯利亞總督尼古拉·穆拉维约夫决定清政府签订条约，承认俄罗斯帝国自1854年（咸豐四年）已实际占领黑龙江的既成事实。他率領俄國哥薩克部队，声称要「助華防英」，在兩艘炮艦護送下來到璦琿城，這天正是英法联军攻陷大沽炮台的第三天。四月初十四日，穆拉維約夫偕施沙木勒幅及塔塔里諾夫（Tartarnenov）等三人進入愛琿城晤見奕山。穆拉維約夫表示，俄軍為了防堵英法，陸續屯兵移民於黑龍江北岸，經營多年，已初具規模。現在俄人屯居既已成事實，再者東界界限迄未定準，不如由俄國領有該區。奕山答以兩國交界早經尼布楚條約規定，以外興安嶺以至於海為界，向無更改。穆氏警告奕山，如不就範，將強行驅逐江東六十四屯的百姓。双方争执不下，当日谈判无结果。散会前穆拉维约夫将俄方拟定的“条约草案”交给奕山，限隔日答覆。第二次谈判，中方代表爱绅泰断然拒绝俄方提出的无理要求，并将“条约草案”退给俄方代表彼罗夫斯基。根据奕山奏报，在谈判期间，穆拉维约夫带“有大船二隻，夷人二三百名，枪炮军械俱全，泊于江东”。當天晚上，黑龍江上俄砲艇砲聲不斷，居民驚慌失措。奕山最終屈服。咸豐八年（1858年）四月十五日，穆拉維約夫將條約草本送交奕山，四月十六日（5月28日）正式簽字。
《瑷珲条约》条约签订后，俄国将瑷珲北岸的海兰泡改名为“报喜城”（即布拉戈维申斯克）以庆祝条约成功签订。俄罗斯皇帝亚历山大二世特颁嘉奖，以表扬签约有功的尼古拉·穆拉维约夫，同时晋封他为阿穆尔斯基伯爵（即黑龙江伯爵）。

## 签约方反应
- 中国方面，在奕山签订条约之后，清政府不仅沒有批准《璦琿條約》，還處分了奕山等人。但因為帝俄对条约涉及领土業已实际控制，该条约在后来的《中俄北京条约》中最終得到了确认（以及追加割地）。
- 俄国方面，圣彼得堡的中央官员起初并不赞同尼古拉·穆拉维约夫逼迫中国交出黑龙江北岸的做法，认为外兴安岭地区人烟稀少，难以迁移和维持足够军队以防守这些地区。但穆拉维约夫成功说服政府[4]批准从环贝加尔湖地区迁移农民（经营采矿业）和哥萨克部队，最终巩固了俄国在新占领地区的势力。

## 後續

### 領土爭議不斷
由於割地是以中國被逼迫的大背景而起，在其餘列強陸續表態願修正歷史錯誤，停止不平等條約後，蘇聯的態度就成了問題，因為在蘇聯成立之始，原本是打算歸還這些巧取豪奪的土地、後來演變成讓此地獨立的計畫，之後由於國際局勢不斷變化，民國期間對此不平等條約的重新談判，遂不了了之。中共建政後雖然關係較為緩和，但中蘇邊界的正義性也還是一直有爭議，只能暫且維持現狀，故雙方其實一直沒有簽訂領土協議，後來交惡時也讓中蘇邊界衝突不斷正是基於此背景，而領土所有者是誰的模糊性，也一直維持到1991年俄羅斯聯邦成立後都還未定。

### 正式與俄羅斯聯邦簽約
1991年中苏双方签署《中苏国界东段协定》，明确和确定双方主要边界（黑瞎子岛、阿巴该图洲渚等“中俄尚未协商一致”地段除外），中华人民共和国北京当局主動與蘇聯簽約放棄索回國土的權利。
1999年中俄双方签订《中俄国界线东段叙述议定书》，是为勘界文件。
2001年中俄双方签署《中俄睦邻友好合作条约》，表示相互没有领土要求。
2004年中俄兩国簽訂《中俄边界东段补充协定》，最后一次確定疆界。
2022年，俄羅斯阿穆爾州首府海兰泡舉行《璦琿條約》簽訂164週年慶祝活動。人們在街頭紀念璦琿條約鞏固阿穆爾河（即黑龍江）左岸地區作爲俄羅斯領土的地位。學生、全俄青年軍等向紀念碑獻花。市長奥列格·伊马耶夫（俄語：Олег Имамеев）說“我们对祖先的责任是保护我们祖国的历史”。

### 引用
1. ↑  岡察洛夫、李丹慧.  (PDF). 香港中文大學. （原始内容存档 (PDF)于2022-05-17）.
2. ↑  郭廷以，《近代中國史綱》，上冊，頁134
3. ↑  徐中約，《中國近代史》，上冊，頁196-200。
4. ↑  . 2000-12-12  [2006-05-29]. （原始内容存档于2007-03-19）.
5. ↑  . RTI 洞察中國.   [2025-04-06] （中文（臺灣））.
6. ↑  . 美國之音. 2019-03-14  [2025-04-06].
7. ↑   (PDF).
8. ↑  张慧玲. . 中国共产党新闻网.   [2018年11月29日]. （原始内容存档于2018年11月29日）.
9. ↑  嚴家祺.  (PDF). 《二十一世紀》網絡版. 香港中文大學. 2005-2-28 （中文（香港））. 毛澤東非要蘇聯承認沙皇俄國據以侵佔中國領土的條約是「不平等條約」，毛澤東自始至終沒有主動與蘇聯人簽約放棄索回國土的權利，他嘴上講講，並未簽約。然而，江澤民一上台，第一條大事就是跑到莫斯科，在1991年5月16日簽訂了主動棄權的《五‧一六協定》，即《中蘇國界東段協定》。
10. ↑  . www.fmprc.gov.cn.   [2024-09-04].
11. ↑   (PDF). 中华人民共和国外交部. 第二章第三条.   [2024-09-04]. （原始内容存档 (PDF)于2024-09-04）. （三）一九九九年十二月九日签订的《中华人民共和国政府和俄罗斯联邦政府关于中俄国界线东段的叙述议定书》；
12. ↑  . zh.wikisource.org.   [2024-09-06] （中文）.
13. ↑  sina_mobile. . news.sina.cn. 2004-10-14  [2024-09-04]. （原始内容存档于2024-09-04）.
14. ↑   . 2022-05-28  [2022-06-01] （俄语）.
15. ↑   . 2022-05-28  [2022-06-01]. （原始内容存档于2022-10-21）.
16. ↑  ,   [2022-06-01], （原始内容存档于2022-06-18）
17. ↑  . priamurmedia.ru.   [2022-06-01]. （原始内容存档于2022-07-24） （俄语）.

## 外部連結
- ЭНЦИКЛОПЕДИЯ КИТАЯ - Айгунский договор 1858 г. - Договоры между Россией и Цинской империей - Отношения с Россией - История - Китай: Остальное - Китай （页面存档备份，存于） （俄文）

1. ↑  儒略曆1858年5月16日，咸丰八年四月十六日